# Swayzak
Swayzak es un grupo londinense de música house compuesto por James S. Taylor y David Brown.

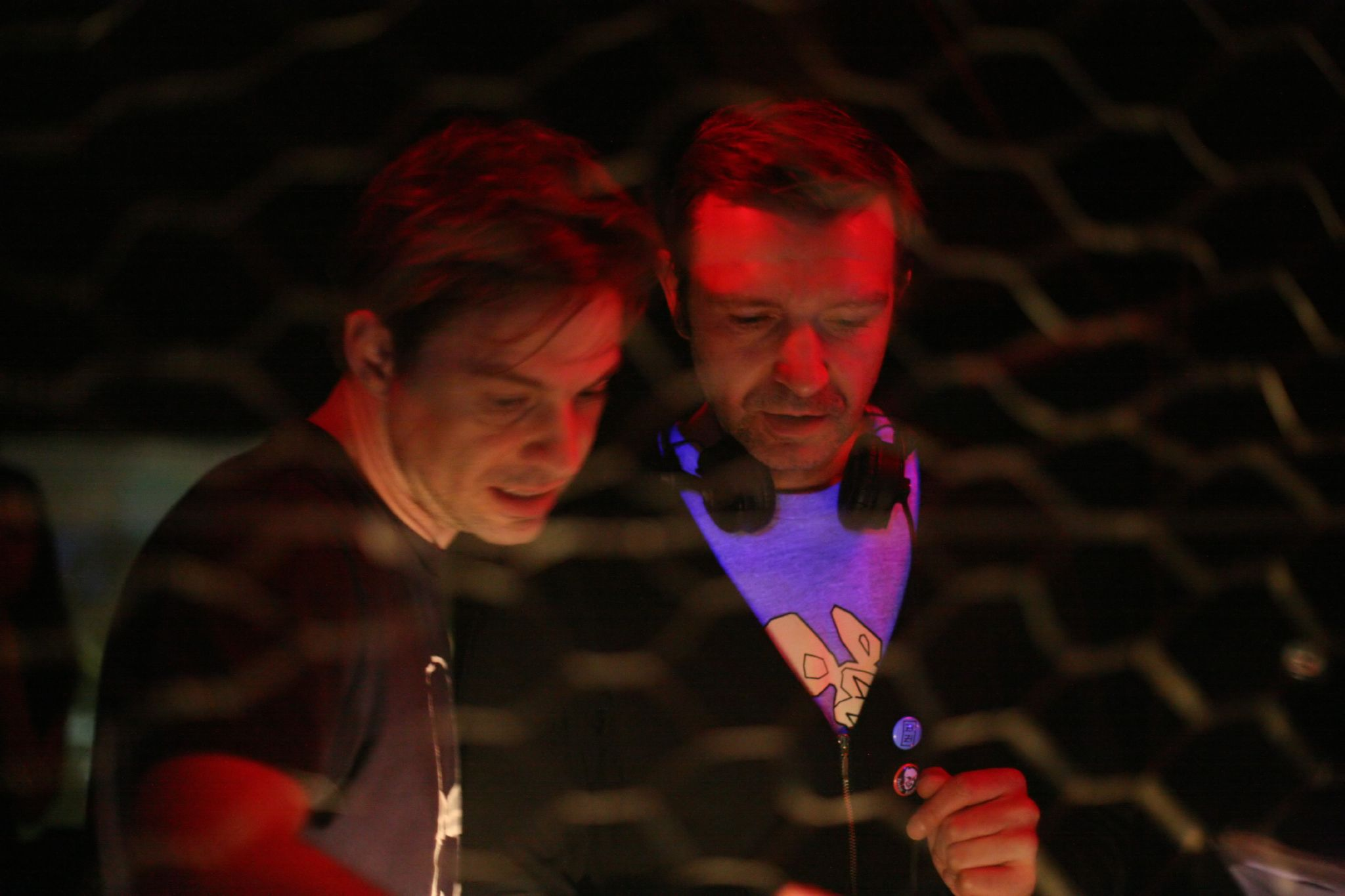
Swayzak

Desde 1997 James “darkfarmer” (Londres, 26 de septiembre de 1967) y David “brun” Brown ( Glasgow, 29 de julio de 1966) han influenciado los sonidos underground de la música electrónica, experimentando con sonidos del deep minimal house, techno, dub-jamaica entre otros.

## Reseña biográfica
Swayzak es un dúo de Tech House proveniente del Reino Unido, compuesto por James S. Taylor y David Brown. Viven y trabajan en Londres donde lanzaron su primer sencillo “Bueno/Fukumachi” en febrero del año 1997, álbum que tuvo éxito y gran acogida. A este lanzamiento le siguió el sencillo “Lancha”/Rez Skyline Low” convirtiéndose así en parte importante de la creciente escena del Tech House en el Reino Unido.
En vivo siempre se caracterizaron por su capacidad de trascender géneros musicales, razas, clases y geográfias, y en vivo su sonido logra un alto grado de improvisación gracias a su experiencia en la producción y mezcla de música electrónica

### Carrera
Su primer LP “Snowboarding en Argentina” fue lanzado por el Sello norteamericano “The Medicine Label” y por el sello británico “Pagan Records” en mayo del año 1998, obteniendo muchas críticas positivas sobre el disco. Posteriormente, el álbum fue elegido como “Álbum del Año 1998” en el ranking publicado por la revista de danza estadounidense “Mixer”. Desde ese momento, Swayzak hizo el lanzamiento de 4 nuevos álbumes de estudio, escalando así a un privilegiado lugar en los altos estándares de la música electrónica
Himawari, su segundo álbum, después de casi dos años de trabajo logró entrar en los sonidos del deep minimal house, y del dub techno, el disco llevas aportaciones del poeta dub Benjamin Zephaniah que le añade sonidos orgánicos a los paisajes sonoros
En el año 2011 James Taylor abandona el grupo para centrarse en un proyecto en solitario llamado “Lugano Fell”. David Brown continúa lanzando música y tocando en vivo bajo el nombre S_W_Z_K.

## Discografía
- Snowboarding in Argentina (1998, Pagan)
- Himawari (2000, Medicine)
- Groovetechnology, Vol. 1.3 (2001, !K7)
- Dirty Dancing (2002, !K7)
- Fabric 11 (2003, Fabric)
- Loops from the Bergerie (2004, !K7)
- Route de La Slack (2006, !K7)
- Avantgarde // Swayzak Presents Serieculture (2006, Avantgarde)
- Some Other Country (2007, !K7)
- s_w_z_k (2012, Tresor)